# Guido Goldman
Guido Goldman (geboren am 4. November 1937 in Zürich, Schweiz; gestorben am 30. November 2020 in Concord, Massachusetts, Vereinigte Staaten) war ein US-amerikanischer Politikwissenschaftler.

## Leben
Goldmans Vater, Nahum Goldmann (1895–1982), war Mitbegründer des World Jewish Congress, Vorsitzender der Jewish Agency und Präsident der Zionistischen Weltorganisation.
1940 zog Goldman mit seinen Eltern und dem jüngeren Bruder nach New York. Als er 1959 sein Studium in Harvard aufnahm, war einer seiner Lehrer dort der spätere Sicherheitsberater Zbigniew Brzeziński, und Henry Kissinger betreute später seine Doktorarbeit (PhD 1969).
1969 gründete Goldman das Programm für Deutschlandstudien am Minda de Gunzburg Center for European Studies (CES) der Universität Harvard, das er von 1979 bis 1994 leitete. Als dem Zentrum 1970 das Geld ausging, wandte er sich an den deutschen Bundeskanzler Willy Brandt, der zu diesem Zeitpunkt seine Entspannungsbemühungen einer neuen Ostpolitik durch einen Vertrag mit Moskau manifestieren wollte, mit der Bitte, auch die Westpolitik nicht zu vernachlässigen, erst recht nicht anlässlich des anstehenden 25-jährigen Jubiläums des Marshall-Plans. Durch den damaligen deutschen Finanzminister Alex Möller wurden dann 150 Millionen Deutsche Mark über 15 Jahre zur Verfügung gestellt. Der German Marshall Fund nahm dann 1972 seine Arbeit auf mit der Maßgabe, die Beziehungen zwischen Europa und den USA zu fördern.
2021 erschien mit „Amerikas Mr. Germany“ eine umfassende Biographie über Guido Goldman vom Zeit Journalisten Martin Klingst. Das Erscheinen der bereits von ihm autorisierten Biographie hat Goldman nicht mehr erlebt. Er starb wenige Wochen zuvor nach schwerer Krankheit. Die Frankfurter Allgemeine Zeitung schrieb in Rezension: „Für die transatlantischen Beziehungen des 21. Jahrhunderts hat er ein Fundament gelegt, dessen Wert heute neu entdeckt wird – auch durch das Buch von Martin Klingst.“